# Barrique (jednotka)
Barrique je stará jednotka hmotnosti i objemu. Její velikost kolísala mezi 340 až 540 kg a 150 až 300 l. Ve Francii se nazývala také demi-queue či poiçon; v oblasti Bordeaux pak existoval tzv. barrique bordelaise, jehož velikost činila 228 l.